# Aratoca
Aratoca – miasto w Kolumbii, w departamencie Santander.